# GR-17. Sendero Mariano

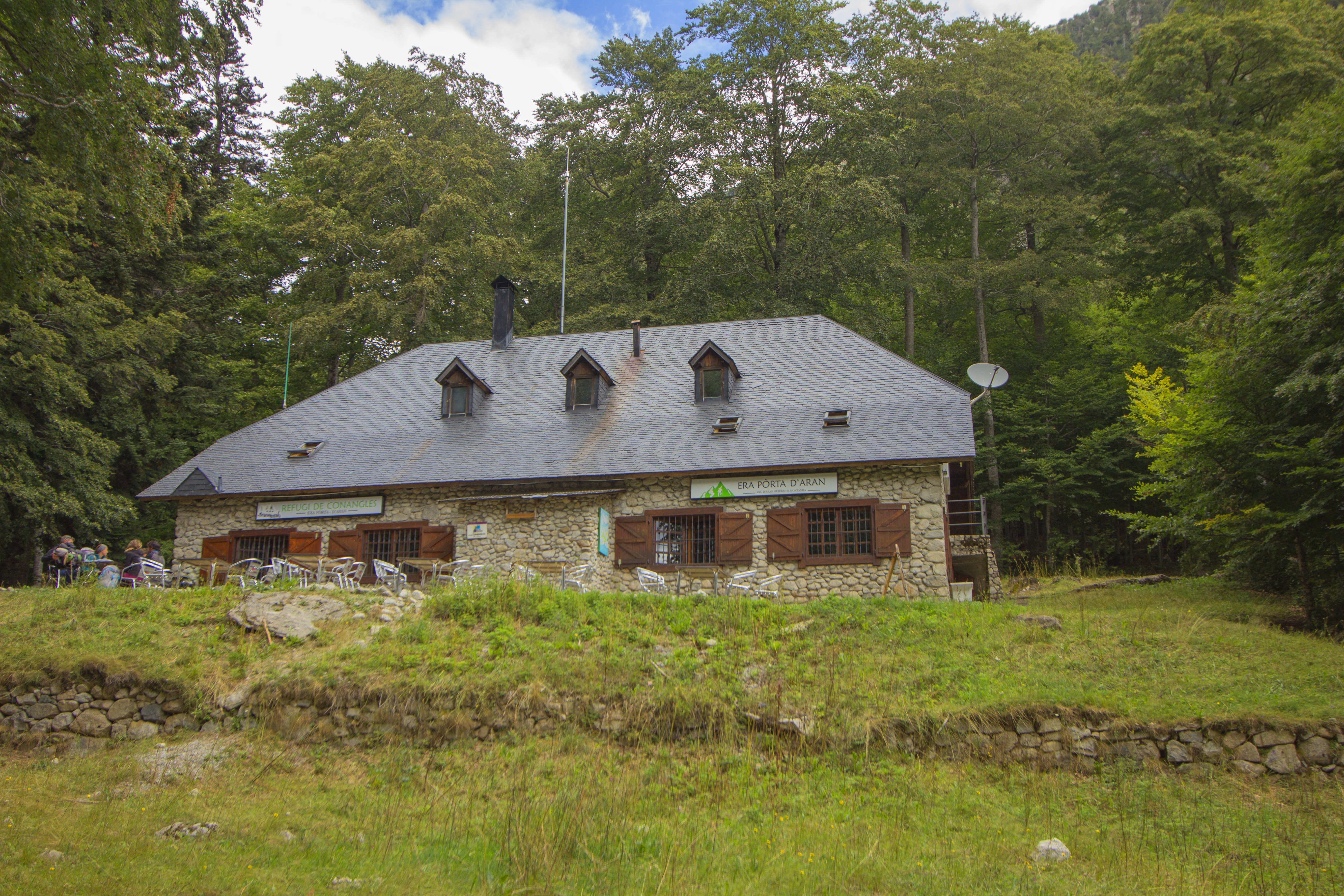
Refugio de Conangles, en la boca sur del túnel de Viella, donde empieza el GR-17.

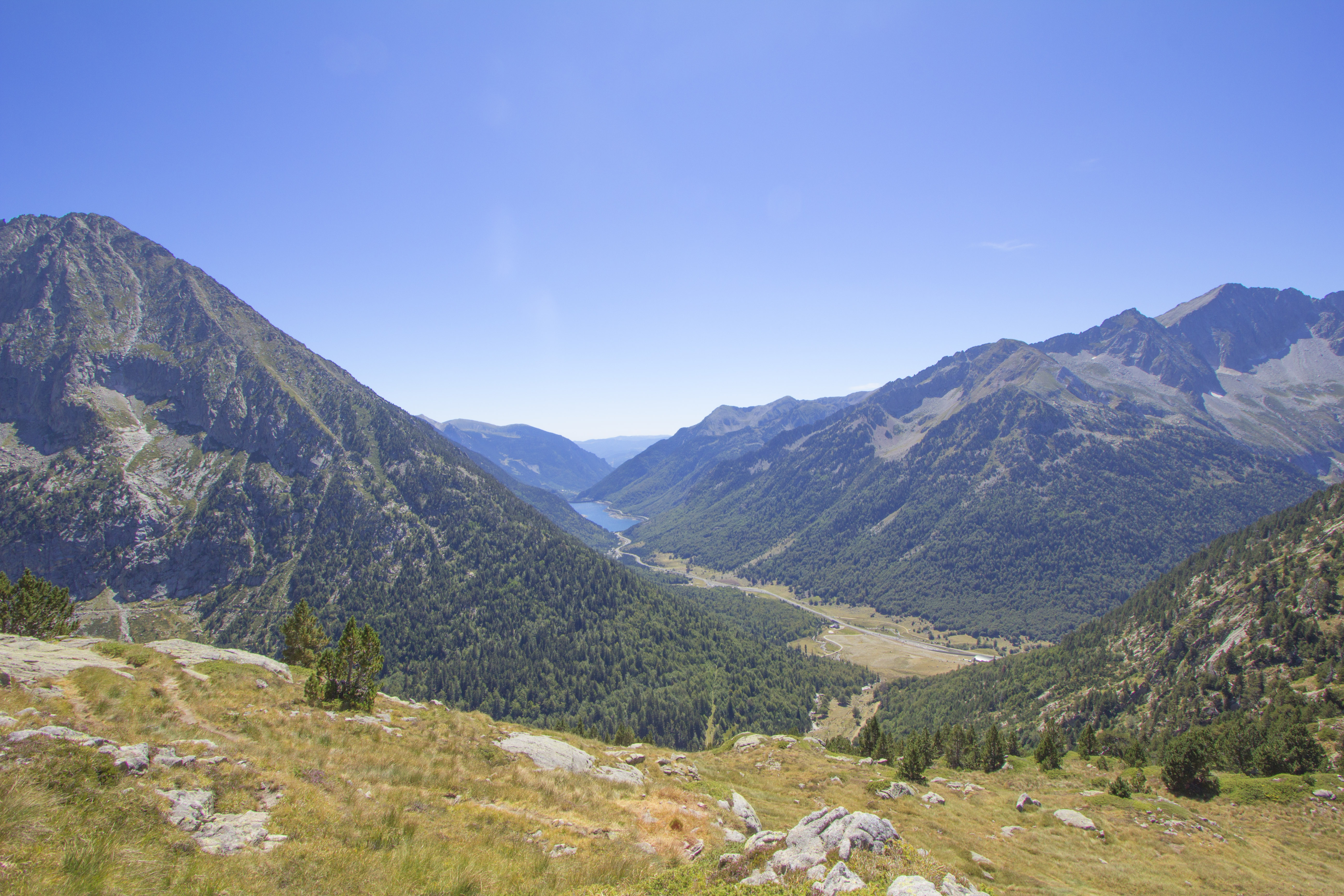
Valle de Conangles y, al fondo, valle de Barrabés, por donde discurren los primeros kilómetros del GR.17

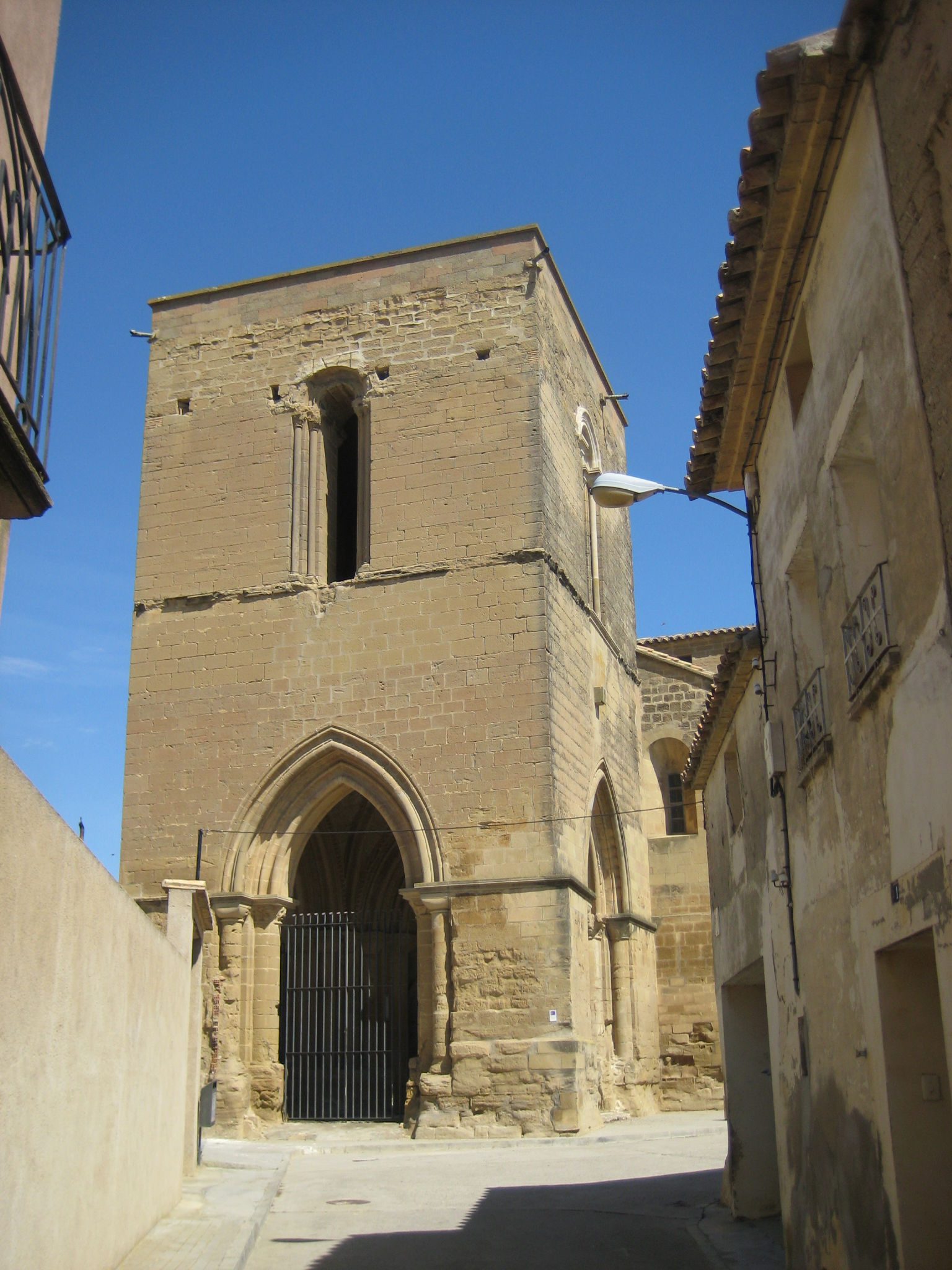
Iglesia de Santa María La Mayor, en Berbegal, donde termina el GR-17.

El GR-17 es un sendero de gran recorrido también conocido como Sendero Mariano, cuya finalidad inicial era la de recorrer a pie la distancia que separa Zaragoza del santuario de Lourdes, en Francia; sin embargo solo se ha señalizado un tramo de 150-160 km que sale del valle de Arán, atraviesa La Ribagorza y termina en el Somontano, por lo que se conoce también como Camino de Santiago de la Ribagorza, pues acaba en el sur en Berbegal, por donde pasa el Camino de Santiago catalán (Camí de Sant Jaume), en el tramo comprendido entre Montserrat y San Juan de la Peña.
Por otro lado, el GR-17 también recibe el nombre de Vía Arán-Pirineos porque sigue el trazado de la ruta jacobea que sale de Saint Bertrand de Comminges, en Francia, pasa por el puerto de Viella y el valle de Isábena, Graus, La Puebla de Castro, Secastilla, El Grado, Barbastro y Berbegal, donde enlaza con el ramal catalán del Camino de Santiago que viene de Montserrat.
El camino consta de 9 etapas que van de norte a sur-sudoeste y recorren 150 km desde la boca sur del Valle de Arán, donde se encuentra el refugio de Conangles, hasta Berbegal, en el Somontano. La ruta jacobea que viene de Saint Bertrand de Cominges recorrería 40 km hasta llegar al valle de Arán y luego atravesaría todo el valle hasta su salida por el túnel de Viella a la comarca de La Ribagorza, donde empieza el GR-17.

## Itinerario
- Etapa 1. Refugio de Conangles-Vilaller, 19,3 km. El refugio de Conangles se encuentra junto a la boca sur del túnel de Viella, a 1555 m de altitud.[5]
- Etapa 2. Vilaller-Bonansa, 13 km
- Etapa 3. Bonansa-Monasterio de Obarra, 16,7 km
- Etapa 4. Monasterio de Obarra-Roda de Isábena, 22,9 km
- Etapa 5. Roda de Isábena-Capella, 21,7 km
- Etapa 6. Capella-Graus-La Puebla de Castro, 17,1 km
- Etapa 7. La Puebla de Castro-El Grado, 11,7 km
- Etapa 8. El Grado-Barbastro, 18,1 km
- Etapa 9. Barbastro-Berbegal, 20,5 km

## Folleto de la ruta
- GR 17. Vía Arán-Pirineos